# Gezina van der Molen

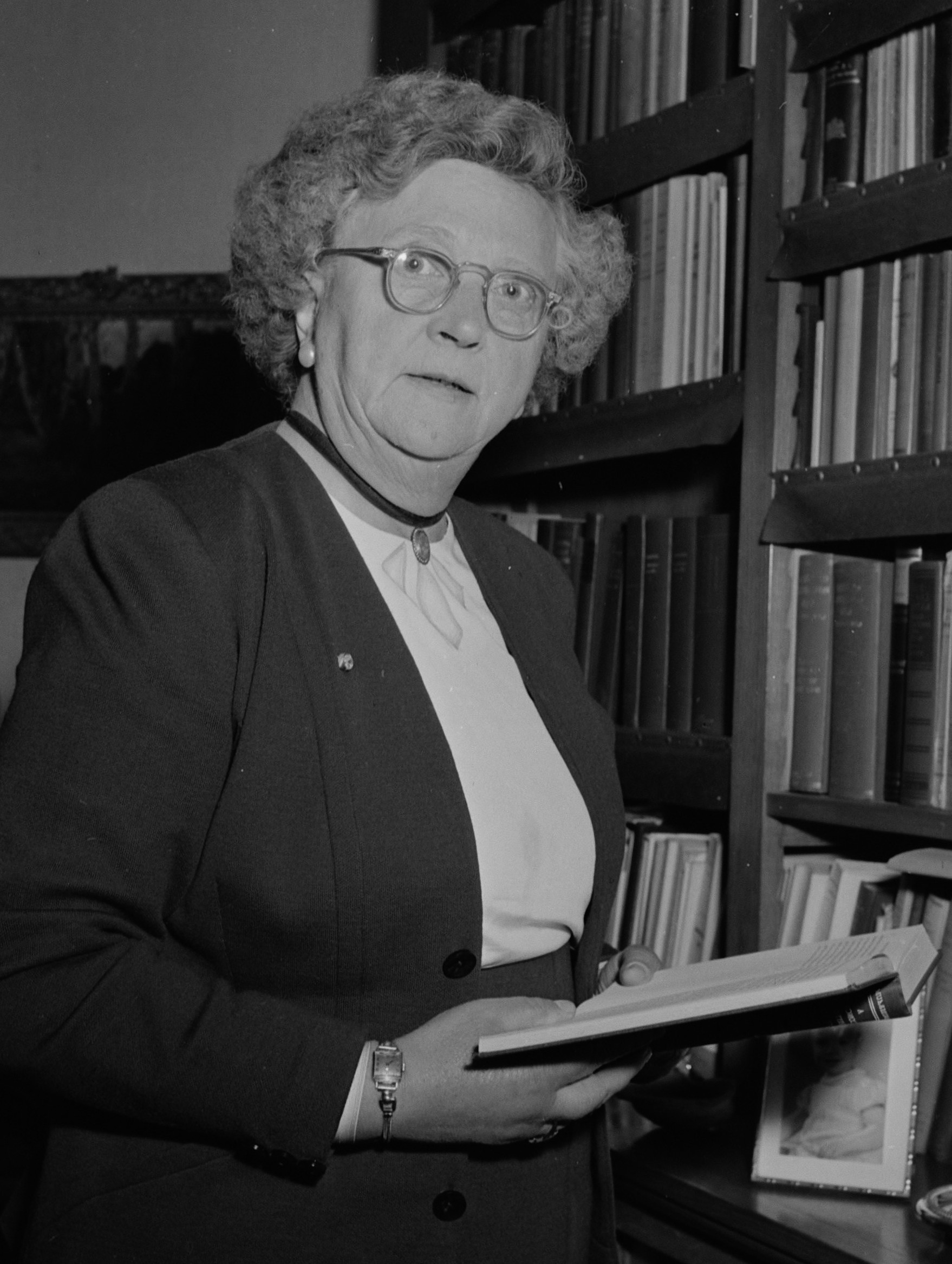
Gezina van der Molen (1952)

Gezina Hermina Johanna van der Molen genannt Gesina (geboren 20. Januar 1892 in Baflo; gestorben 9. Oktober 1978 in Aerdenhout) war eine niederländische Journalistin und Anwältin, die im Widerstand gegen die deutsche Besatzung der Niederlande aktiv war. Zudem war sie Mitbegründerin der Tageszeitung Trouw und Vorsitzende der Nationalen Kommission für Kriegspflegekinder und Professorin an der Vrije Universiteit Amsterdam.

## Leben
Gezina van der Molen wurde am 20. Januar 1892 in Baflo geboren. Sie war das einzige überlebende Kind des Lehrers und Politikers Jan van der Molen Tzn. (1867–1939) und Geertje Kuik (1855–1928) und hatte drei Brüder, die alle kurz vor oder nach der Geburt starben. Ihre Kindheit verbrachte sie in Baflo, wo ihr Vater als Lehrer arbeitete. Nachdem ihr Vater 1903 zum Schulinspektor ernannt worden war, zog die Familie nach Leeuwarden. In Leeuwarden besuchte sie das christliche Lehrerseminar. Die Familie zog 1909 nach Rotterdam, nachdem ihr Vater in die Zweite Kammer der Generalstaaten gewählt worden war. Ihr Ausbildung konnte sie 1910  am Lehrerseminar in Rotterdam abschließen. Als Lehrerin war Van der Molen nur sehr kurz tätig. Sie merkte schnell, dass die Arbeit als Lehrerin ihr nicht lag. Nach den Erfahrungen der Grausamkeiten des Ersten Weltkriegs schloss sie eine Ausbildung zur Krankenschwester in Amsterdam ab 1917 an. Jedoch erwies sich die Ausbildung zur Krankenschwester als zu schwierig für sie.

### Journalistin und Anwältin
Ihre Mutter machte sie mit der Anwältin Anne Anema, Professorin an der Freien Universität Amsterdam bekannt und Gezina van der Molen zog zu ihr und ihrer Familie. Anema wurde ihre Mentorin und brachte Van der Molen zum Schreiben. Sie begann eine journalistische Karriere bei der Frauenredaktion der christlichen Tageszeitung De Amsterdammer im Jahr 1920. Auch für weitere Zeitungen schrieb sie und hielt Vorträge über die Stellung der Frau in der Gesellschaft und über internationales Recht für Organisationen wie den Niederländischen Christlichen Frauenverband. Nachdem dadurch ihr Interesse am Völkerrecht erwacht war, begann sie im Alter von 32 Jahren, 1924 an der Vrije Universiteit Amsterdam Jura zu studieren und sie konnte am 4. Mai 1929, sechs Monate nach dem Tod ihrer Mutter ihre Abschlussprüfung ablegen. Ihre Abschlussarbeit schrieb sie über den Juristen des 16. Jahrhunderts Alberico Gentili. An der Universität lernte sie Mies Nolte kennen, der an einer Pädagogischen Hochschule Deutsch und Geschichte unterrichtete. Das Paar zog 1930 in Aerdenhout zusammen. Sie promovierte am 4. Juni 1937 mit ihrer Arbeit über Alberico Gentili und die Entwicklung des internationalen Rechts und war die erste Doktorandin an der Vrije Universiteit. Ihre Forschung über den protestantischen Theologen und Reformer des 16. Jahrhunderts Théodore de Bèze musste sie 1940 aufgrund des Krieges abbrechen. Da ihre Unterlagen im Krieg verloren gingen, nahm sie die Forschung nach dem Krieg nicht wieder auf.

### Arbeit im Widerstand
Zum „geistigen Widerstand“ rief Van der Molen im Juni 1940 in einem Gebet in ihrer Kirche auf und im Oktober 1940 weigerte sie sich, die „arische Erklärung“ zu unterzeichnen, weil sie eine Unterscheidung zwischen Juden und Nicht-Juden für unvereinbar mit dem christlichen Glauben hielt. Für die illegale Zeitschrift Vrij Nederland gehörte sie ab Sommer 1941 zum Redaktionsausschuss und sie veröffentlichte ihre illegale Broschüre Bezettingsrecht im Dezember 1941. Mit weiteren Redakteuren von Vrij Nederland wurde sie am 27. Juni 1942 verhaftet und sechs Wochen später freigelassen. Sie gab sich vor den Behörden als eine alte, unschuldige Frau aus. Zu dem Zeitpunkt war sie 50 Jahre alt. Die Redaktion verließ sie danach aufgrund von Meinungsverschiedenheiten mit Henk van Randwijk. Die Zeitschrift des Widerstands Trouw wurde im Januar 1943 in ihrem Haus gegründet und Gezina van der Molen erhielt das Pseudonym „Tante Lien“. Sie zog im Juli erneut zu Mies Nolte, bei dem sie unterschlüpfte und halb versteckt lebte. Sie begann in jener Zeit jüdische Kinder aus der Kinderkrippe gegenüber der Hollandschen Schouwburg in Verstecke zu schleusen. Sie brachte die meisten bei hauptsächlich christlichen Pflegefamilien unter, die anders als jüdische Familien weniger Gefahr ausgesetzt waren, verfolgt und deportiert zu werden. Bereits während des Krieges erarbeitete sie eine rechtliche Regelung für den Fall, dass die deportierten Eltern nicht zurückkehrten.
Nach dem Ende des Krieges wurde Gezina van der Molen aufgrund ihres Engagements bei der Rettung jüdischer Kinder im Jahr 1945 für die Nachkriegsbetreuung von Kriegswaisen eingesetzt. Sie war von 1945 bis 1949 Vorsitzende der Rijkscommissie voor Oorlogspleegkinderen (OPK) (Nationale Kommission für Kriegspflegekinder). Diese Organisation hatte die Vormundschaft für die meist jüdischen Kriegswaisen übernommen. Später wurde sie für die Politik der Kommission angegriffen, die größtenteils jüdischen Kinder bei ihren oft christlichen Pflegeeltern zu belassen, wenn diese einen säkularen Hintergrund hatten. Ihr wurde in dem Zusammenhang „Kinderdiebstahl“ vorgeworfen. Die Kritik hielt sie nicht für gerechtfertigt, da die Kommission versucht hatte, die Wünsche der Eltern und das psychologische Interesse des Kindes sorgfältig zu beachten.

### Professorin und politisches Engagement
Ihre Karriere setzte sie 1946 als Privatdozentin an der Vrije Universiteit Amsterdam fort. Dort wurde sie im Frühjahr 1949 zur außerordentlichen Professorin für Völkerrecht ernannt und ab 1958 war sie die erste Professorin der Universität bis zu ihrer Pensionierung im Jahr 1962. Zur niederländischen Delegation bei der Generalversammlung der Vereinten Nationen in New York gehörte sie 1946 und 1952. Dort standen die politischen Rechte der Frauen auf der Tagesordnung. Innerhalb der Anti-Revolutionaire Partij setzte sie sich für die politische Teilhabe von Frauen ein, auch wenn Frauen erst 1953 in der Partei das passive Wahlrecht gewährt wurde. Sie sprach sich gegen die südafrikanische Apartheidpolitik aus, unterstützte die südmolukkische Befreiungsbewegung RMS und war Vorsitzende des Verteidigungs- und Hilfsfonds. Als erstes weibliches Mitglied des Ständigen Schiedshofs war sie von 1966 bis 1978 tätig.
In ihren letzten Lebensjahren musste sie von Mies Nolte gepflegt werden, da sie oft krank war. So konnte sie auch ihr Manuskript für ein Buch über die ethischen Grundlagen der internationalen Gesellschaft nicht fertigstellen. Gezina van der Molen starb am 9. Oktober 1978 in Aerdenhout.

## Ehrungen
Im Jahr 1998 wurde Gezina van der Molen von Yad Vashem in die Liste der Gerechten unter den Völkern aufgenommen.
Gezina van der Molen wurde in das Buch 101 Vrouwen en de oorlog der Historikerin und Schriftstellerin Els Kloek mit 101 Biografien von Frauen, die im Zweiten Weltkrieg im Kontext der niederländischen Geschichte eine Rolle spielten, aufgenommen.